# Leiophron tuberculata
Leiophron tuberculata är en stekelart som först beskrevs av Muesebeck 1936.  Leiophron tuberculata ingår i släktet Leiophron och familjen bracksteklar. Inga underarter finns listade i Catalogue of Life.